# Christa Luding
Christa Luding (n. 4 decembrie 1959, Weißwasser/O.L., Saxonia, Germania) este o sportivă ce a reprezentat Germania, medaliată olimpică. A participat la 4 ediții ale Jocurilor Olimpice (1980, 1984, 1988, 1992) în care a câștigat două medalii de aur, două medalii de argint și o medalie de bronz.